# Frank Wheaton
Pour les articles homonymes, voir Wheaton.
Frank Wheaton (8 mai 1833 – 18 juin 1903) est un officier de la United States Army qui participa aux guerres indiennes et à la guerre de Sécession sous les couleurs de l'Union.

## Biographie
Frank Wheaton est né le 8 mai 1833 à Providence au Rhode Island. Il étudie à l'université Brown qu'il quitte un an après pour un poste à la United States and Mexican Boundary Commission (en) chargée de définir précisément la nouvelle frontière entre les États-Unis et le Mexique après la guerre américano-mexicaine terminée en 1848.
Après cinq ans de service au sein de la commission, il accepte une nomination au grade de premier lieutenant dans la cavalerie et participe à plusieurs affrontements avec les Amérindiens sur la Frontière. Le 1er mars 1861, Wheaton est promu capitaine du 4e régiment de cavalerie puis lieutenant colonel du 2e régiment d'infanterie du Rhode Island lorsque éclate la guerre de Sécession en juillet 1861. Son unité prend part à la première bataille de Bull Run au cours de laquelle son colonel est tué. Wheaton lui succède le 21 juillet et conduit le 2e régiment d'infanterie du Rhode Island au cours de la campagne de la Péninsule et est salué pour son action à la bataille de Williamsburg. Le 29 novembre 1862, il est promu brigadier général des volontaires et est assigné à une brigade du VIe corps avec laquelle il participe aux batailles de Fredericksburg, Gettysburg, la Wilderness, Cedar Creek, Spotsylvania, Cold Harbor et Petersburg. En juillet 1864, Wheaton est dépêché à Washington afin de contrer une attaque de la capitale par le général confédéré Jubal A. Early. Après avoir réussi à repousser les assaillants, il est breveté major général.

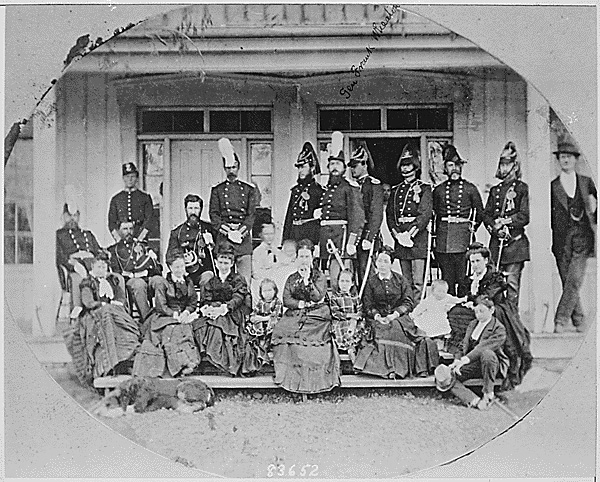
Wheaton (au centre), avec d'autres officiers et leur famille au fort Walla Walla, 1874.

Après la guerre, il est retiré du service des volontaires et obtient le grade de lieutenant colonel dans l'armée régulière. En 1873, il prend le commandement de l'expédition contre les Modocs dans le nord de la Californie puis est promu colonel du 2e régiment d'infanterie en 1874, brigadier général en 1892 et enfin major général en 1897.
Il meurt à Washington le 18 juin 1903 et est enterré au cimetière national d'Arlington.

## Hommages
La ville de Wheaton dans le Maryland a été nommée en son honneur.